# II. Vlagyimir kijevi nagyfejedelem
II. Vlagyimir Monomah, teljes nevén Vlagyimir Vszevolodovics Monomah (oroszul: Владимир Всеволодович Мономах) (1053. május 26. – Kijev, 1125. május 19.), kijevi nagyfejedelem 1113-tól haláláig. Melléknevét onnan kapta, hogy anyja a Monomakhosz-családhoz tartozó bizánci hercegnő volt.

## Ifjúsága
Vszevolod Jaroszlavics nagyfejedelem és felesége, Mária (IX. Kónsztantinosz bizánci császár leánya) legidősebb fiaként született 1053-ban. Korán beletanult a hadakozásba, harcolt a kunok ellen, leverte a vjaticsok lázadását és 1076-ban a lengyelek szövetségeseként a csehek ellen vonult. Két hadjáratot is vezetett a Kijev birtokait támadó polocki fejedelem, Vszeszláv Brjacsiszlavics ellen. Rövid ideig Szmolenszk kormányzója volt, és 1078-ban részt vett unokatestvérei lázadásának letörésében, aminek során az akkori nagyfejedelem elesett és apja örökölte a Kijevi Rusz trónját. Vlagyimir ekkor a Csernyigovi fejedelemséget kapta meg. 1080-ban visszaverte a kunokkal szövetséges úzok Csernyigov elleni támadását.  

## Tevékenysége Szvjatopolk uralkodása idején
1093-ban apja meghalt és Vlagyimir volt az egyik legesélyesebb utódjelölt, de a béke és az ország egysége megőrzése érdekében  lemondott a kijevi trónról unokatestvére Szvjatopolk Izjaszlavics javára. A hagyományos örökösödési rend szerint Szvjatopolknak volt előnye vele szemben, mert ő a család idősebbik ágából származott.
Az uralkodóváltás körüli kavarodást kihasználva, 1094-ben a kunok betörtek az országba. A Sztugna folyónál az oroszok súlyos vereséget szenvedtek, menekülés közben Vlagyimir öccse, Rosztyiszláv a folyóba veszett. Vlagyimir hiába próbálta kimenteni, pedig közben maga is majdnem megfulladt. Ugyanebben az évben a korábbi nagyfejedelem fia, Oleg Szvjatoszlavics a kunokkal szövetkezve megostromolta és kiűzte Csernyigovból Vlagyimirt, aki Perejaszlavlban keresett menedéket.
1095-ben Vlagyimir békét kötött a kunokkal, ám az ezután gyanútlanul táborozó Itlar és Kitán vezéreket orvul megölette.

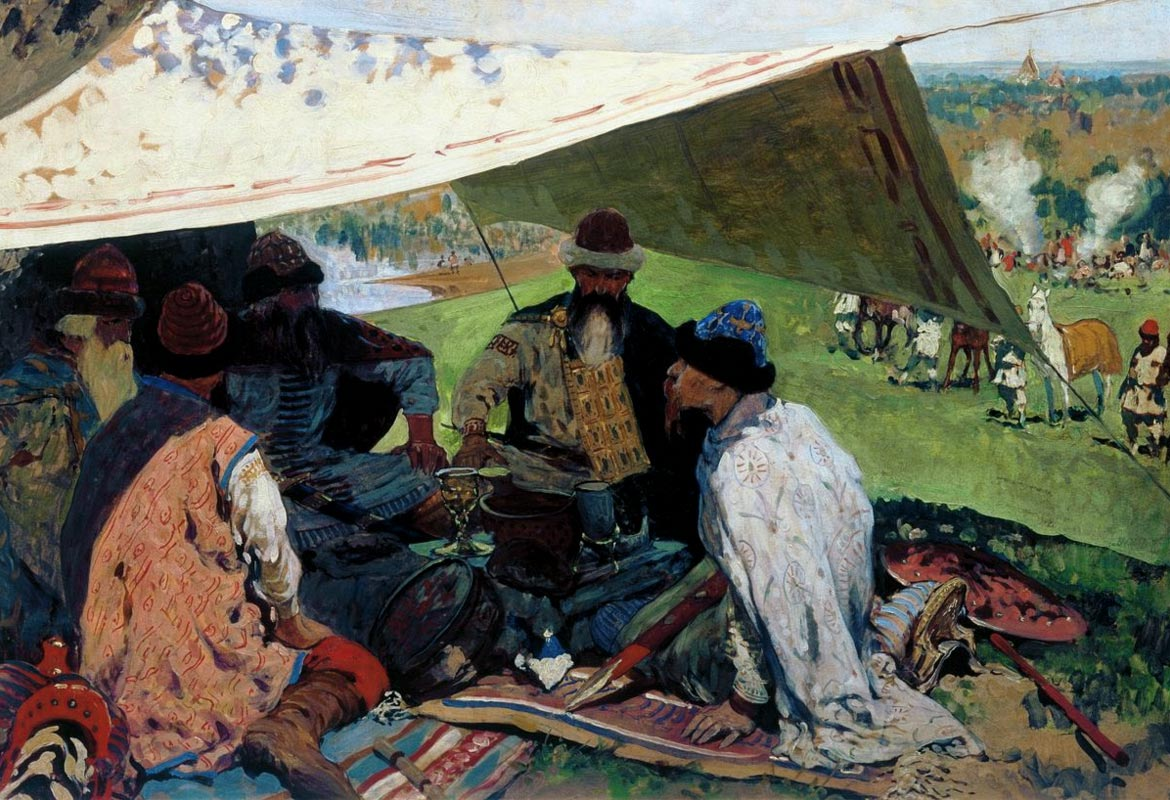
Az uveticsi egyezmény (Sz. V. Ivanov képe)

1096-ban Szvjatopolk nagyfejedelemmel együtt visszatért Csernyigovhoz és a menekülő Oleg Szjatoszlavicsot Sztarodub városában ostrom alá fogta; eközben Izjaszláv fiát Murom ellen küldte. Közben a kunok újra betörtek az országba két sereggel, a Dnyeper jobb és bal partján. Vlagyimir és a nagyfejedelem felhagyott az ostrommal és megfutamította Tugorkán vezér csapatát, de a másik feldúlta Kijev környékét majd visszatért a sztyeppre. Vlagyimir ezután egészen 1097 tavaszáig azzal volt elfoglalva, hogy az Oleg által elfoglalt keleti városokat, Rjazanyt, Rosztovot, Szuzdalt hódította meg. Az orosz fejedelmek végül belátták, hogy az állandó kun veszély miatt nem engedhetik meg maguknak a testvérháborút és 1097-ben Ljubecsben egyezséget kötöttek, amiben elosztották egymás között a fejedelemségeket és lehetővé tették azok örökölhetőségét (a korábbi rendszerben az aktuális nagyfejedelem osztotta szét a városokat fiai és közeli rokonai között). Az egyezség után kiújult a harc, ám ezúttal a nyugati országrészben, Volhínia, Tyerebovl és Peremisl között. A küzdelembe Kálmán magyar király is beavatkozott, de serege súlyos vereséget szenvedett a Vagra folyónál. Végül 1100-ban az uveticsi egyezmény vetett véget a belharcoknak.
1103-ban Vlagyimir kezdeményezésére az orosz fejedelmek a Dolobszki tónál szövetséget kötöttek a kunok ellen. Az ezután következő években több hadjáratban is vereséget mértek a nomádokra, amíg azok el nem vándoroltak a Rusz határainak közeléből. 
Vlagyimir nagyfejedelemségének vége felé a Donhoz küldött sereget a kunok ellen, ahol azonban már nem találták őket. 

## Nagyfejedelemsége

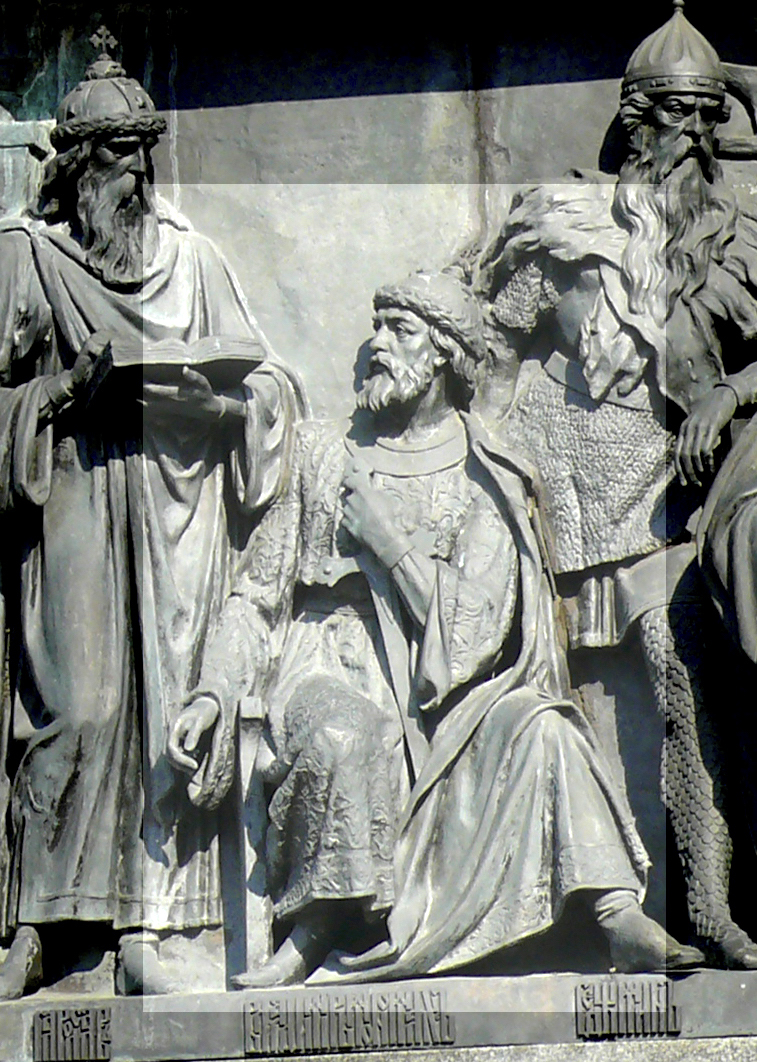
Vlagyimir Monomah az Oroszország ezer éve emlékművön Novgorodban

1113-ban meghalt Szvjatopolk nagyfejedelem és Kijevben népfelkelés tört ki az adószedők ellen. Bár az egyezmények szerint a jogos örökös Szvjatopolk legidősebb fia, Jaroszláv lett volna, a megrettent bojárok a tapasztalt hadvezért, Vlagyimirt hívták meg a trónra. Vlagyimir elfojtotta a lázadást, de egyúttal enyhítette a szegény néprétegek helyzetét. Új törvényeivel szabályozta az uzsorakamatot, a rabszolgasorba vetés körülményeit és könnyített a szolgák és adósok helyzetén.
Vlagyimir Monomah uralkodása idején a Kijevi Rusz utolsó olyan korszakát élte, amikor még erősödni tudott. Az ország belső stabilitását biztosította nagyfejedelem kun háborúkban szerzett presztízse és az, hogy közvetlenül vagy fiain keresztül az óorosz állam területeinek háromnegyedét uralta.
1117-ben Vlagyimir Novgorodból a Kijev melletti Belgorodba helyezte át legidősebb fiát, Msztyiszlávot. Az akkor Volhíniát kormányzó Jaroszláv Szvjatopolcsics ebben egy összeesküvés kezdetét látta, amellyel meg akarják őt fosztani trónörökösi helyzetétől és fellázadt. Vlagyimir kiűzte őt birtokairól, Jaroszláv pedig hiába keresett segítséget Magyarországon és Lengyelországban. Volhíniát Vlagyimir fia, Roman kapta meg. 1119-ben a nagyfejedelem Minszket csatolta fegyveres erővel a birtokaihoz.
1116–1117-ben Monomah támogatásával Nyesztor szerzetes újabb verzióját írta meg az orosz őskrónikának, az Elmúlt idők krónikájának; ma is ezt a változatot ismerjük.

## A bizánci háború
1114-ben a kijevi udvarban megjelent egy bizánci trónkövetelő, az ún. Ál-Diogenész, aki IV. Rómanosz bizánci császár fiának adta ki magát. Vlagyimir politikai okokból pártolni kezdte, sőt még a lányát, Mariját is feleségül adta hozzá. 1116-ban jelentős erőkkel Bizánc ellen vonultak (ez volt az utolsó háború a két állam között). A kijeviek és kunok által támogatott Ál-Diogenész több Duna-menti várost is elfoglalt, ám Dorosztolban Alexiosz császár orgyilkosai megölték. Monomah ekkor a trónkövetelő fiát próbálta a bizánci trónra ültetni, de mire újabb serege a Dunához ért, a görögök visszafoglalták a városokat. Ostrom alá vették ugyan Dorosztolt, de végül sikertelenül kellett visszafordulniuk. Csak 1123-ban kötöttek békét, aminek megpecsételéseképpen a bizánci társcsászár és trónörökös Alexiosz Komnénosz feleségül vette Vlagyimir unokáját.
Vlagyimir Mohomah 1125. május 19-én halt meg 71 éves korában. Az ő uralma bizonyult az orosz történelem utolsó szakaszának, amelyben Kijev volt a központja a feudális orosz világnak: a fejedelmi testvérviszályok időleges megszüntetésével rövid időre visszaadta a Kijevi Rusz hanyatló erejét, biztosítani tudta a Kijevtől távol eső területeken is befolyását, és mozgósítani az egész országot a sztyepp felől érkező támadásokkal szemben. Ő alapította a Kljazma folyó mentén Vlagyimir városát, amely a 12. században Kijev helyett a fejedelmi székhely lett. Vlagyimir maga is kiváló író volt: a részfejedelmekhez írt "Intelme" a legkorábbi óorosz nyelvű világi emlék. Ebben megrajzolja az ideális fejedelem képmását: leírta azt a 83 hadjáratot, amelyekben részt vett, feljegyezte államférfiúi tevékenységének fő eseményeit.

## Családja

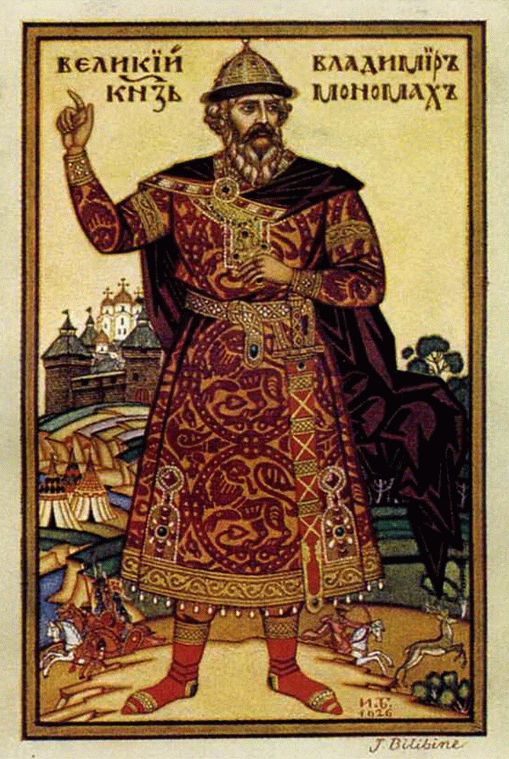
II. Vlagyimir (Ivan Jakovlevics Bilibin festménye, 1926)

Vlagyimir háromszor házasodott. Gyermekei születési sorrendjét nem mindig lehet egyértelműen meghatározni, de általánosságban akik első házasságából származtak azok szláv, a másodikból jövők pedig görög neveket kaptak.
1074-ben feleségül vette Wessexi Gythát, II. Harold angol király lányát. Gyermekeik:
- Msztyiszláv (1076–1132), kijevi nagyfejedelem
- Izjaszláv (1078–1096), kurszki fejedelem
- Szvjatoszláv (1079–1114), szmolenszki és perejaszlavli fejedelem
- Roman (1081–1119)
- Jaropolk (1082–1139), kijevi nagyfejedelem
- Vjacseszláv (1083–1154), kijevi nagyfejedelem több ízben
- (?)Gleb

1099 körül vette feleségül Eufémiát (Jevfimiját, †1107). Gyermekeik:
- Marija (†1146/1147), feleségül ment az Ál-Diogenészhez
- Jevdokija
- Jevfimija (†1139), feleségül ment Kálmán magyar királyhoz
- Agafija
- Jurij Dolgorukij (1091–1157), kijevi nagyfejedelem
- Andrej (1102–1142), volhíniai és perejaszlavli fejedelem

Vlagyimir 1107 után még feleségül vette az egyik kun vezér lányát.

## Fordítás
- Ez a szócikk részben vagy egészben  a(z)   Владимир Всеволодович Мономах című orosz Wikipédia-szócikk ezen változatának fordításán alapul.  Az eredeti cikk szerkesztőit annak laptörténete sorolja fel. Ez a jelzés csupán a megfogalmazás eredetét és a szerzői jogokat jelzi, nem szolgál a cikkben szereplő információk forrásmegjelöléseként.